# 営山県
営山県（えいざん-けん）は中華人民共和国四川省南充市に位置する県。

## 地理
営山県は四川盆地の北東部、嘉陵江流域に位置し、南東は渠県、南西は蓬安県、北東は平昌県と隣接している。北高南低の地形であり、わずかに東に傾いている。北から南に向かて低い丘陵、浅い丘陵、ダムが続いき、リボン状の平坦なダムが東西に流れ、最高標高は889メートルである。

## 歴史
秦代には巴郡、漢代には宕渠県に属していた。魏晋南北朝時代には県域は安固県、綏安県、宕渠県が設置されている。621年（武徳4年）、唐朝により朗池県が設置、1012年（大中祥符5年）に宋朝により営山県と改称された。

## 行政区画
下部に3街道、18鎮、8郷を管轄する。
- 街道:綏安街道、朗池街道、城南街道
- 鎮:淥井鎮、東升鎮、駱市鎮、黄渡鎮、小橋鎮、霊鷲鎮、老林鎮、木埡鎮、消水鎮、双流鎮、緑水鎮、蓼葉鎮、新店鎮、回竜鎮、星火鎮、西橋鎮、望竜湖鎮、青山鎮
- 郷:木頂郷、明徳郷、太蓬郷、柏林郷、悦中郷、大廟郷、安化郷、清水郷

## 交通
道路
高速道路
- 銀昆高速道路
- 張南高速道路（中国語版）（南大梁高速道路（中国語版）を兼ねる）

省道
- 204省道

## 健康・医療・衛生
- 営山県人民医院
- 営山県中医医院